# Myrmarachne kiboschensis
Myrmarachne kiboschensis  (лат.) — вид аранеоморфных пауков из подсемейства Myrmarachninae семейства пауков-скакунов (Salticidae). Африка (Ботсвана, Кения, Нигерия, Судан, Танзания, Эфиопия) и Азия (Индия, Вьетнам, Китай, Тайвань). Длина около 4—6 мм. Карапакс красновато-коричневый. Моделями для подражания (мирмекоморфия) служат некоторые виды муравьёв рода кампонотус и Odontomachus. Близок к видам Myrmarachne solitaria, Myrmarachne leleupi и Myrmarachne uelensis, отличаясь деталями строения гениталий и отсутствием опушения брюшка.